# Solanum boliviense
Solanum boliviense är en potatisväxtart som beskrevs av Michel Félix Dunal. Solanum boliviense ingår i släktet skattor som ingår i familjen potatisväxter. Inga underarter finns listade i Catalogue of Life.